# Vassili Vereșciaghin
Vassili Vasilievici Vereșciaghin (n. 14/26 octombrie 1842, Cerepoveț, gubernia Novgorod⁠(d), Imperiul Rus – d. 31 martie/13 aprilie 1904, Port-Artur⁠(d), Kwantung Leased Territory⁠(d), Imperiul Rus) a fost un pictor rus, renumit pictor al bătăliilor, unul din primii artiști ruși recunoscut pe scară largă și în afara granițelor Rusiei. Scenele sale realiste au avut ca rezultat faptul că multe opere ale lui nu au fost niciodată expuse.

## Biografie
Fiu al unui nobil latifundiar, Vereșciaghin la opt ani a fost trimis la Școala de cadeți din Sankt Petersburg. Primul lui drum a fost în 1858 pe fregata rusească Kamchatka cu care a călătorit în Danemarca, Franța și Egipt.
Vereșciaghin a absolvit șef de promoție școală navală, dar a lăsat imediat serviciul pentru a începe serios studiul graficii. Doi ani mai târziu în 1863 el a câștigat o medalie de la Academia din Sankt Petersburg pentru opera sa, "Uciderea lui Ulise". În 1864 el a plecat la Paris, unde a studiat la Jean-Léon Gérôme deși el s-a opus foarte mult metodelor meșterului său.

## Călătorii în Asia Centrală
În 1866 el a expus la Salonul de la Paris 
În anul următor a fost invitat să însoțească generalul Constantin Petrovici Kaufman într-o expediție militară la Turkestan. Pentru eroismul său la asediul Samarkandului din 2-8 iunie 1868 a fost decorat cu ordinul Crucea Sf. Gheorghe (clasa a 4-a). El a fost un călător neobosit, revenind la Sankt Petersburg la sfarsitul anului 1868, la Paris în 1869, călătorind înapoi la Sankt Petersburg mai târziu în cursul anului și apoi înapoi în Turkestan, la sfârșitul anului 1869 prin Siberia.
A mai călătorit în multe alte țări: Siria, Palestina, Filipine, SUA, Japonia. A însoțit armata rusă în campaniile din Asia centrală (1867-1869), în campania din Balcani (1877-1878) ca pictor oficial al armatei.
Vassili Vereșciaghin și-a pierdut viața în apropierea bazei navale de la Port Arthur pe cuirasatul Pétropavlovsk din cauza exploziei unei mine marine de care s-a lovit cuirasatul.

### Galerie de picturi cu operele luiVassili Vereșciaghin

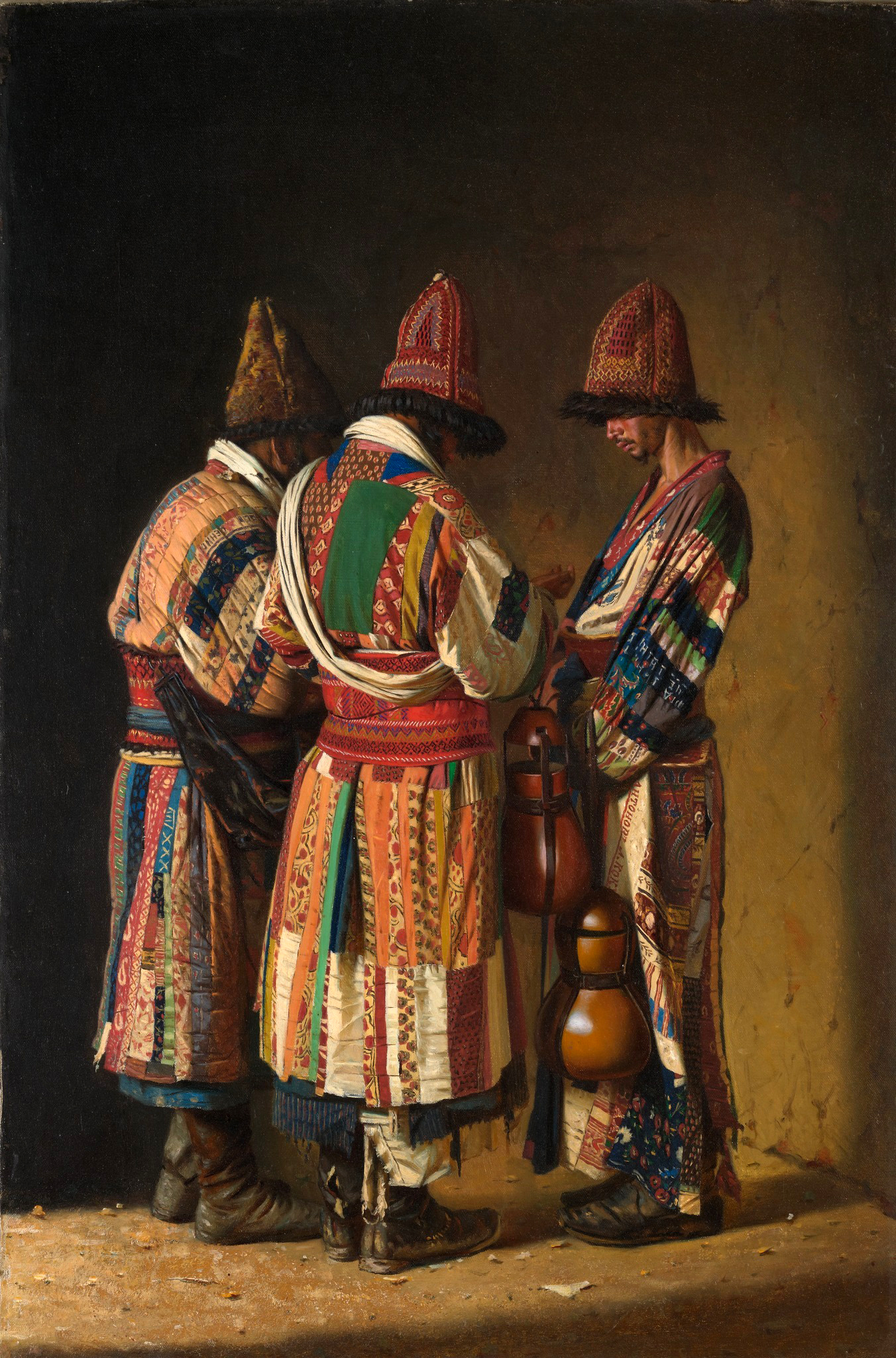
Derviși, pictură din 1870
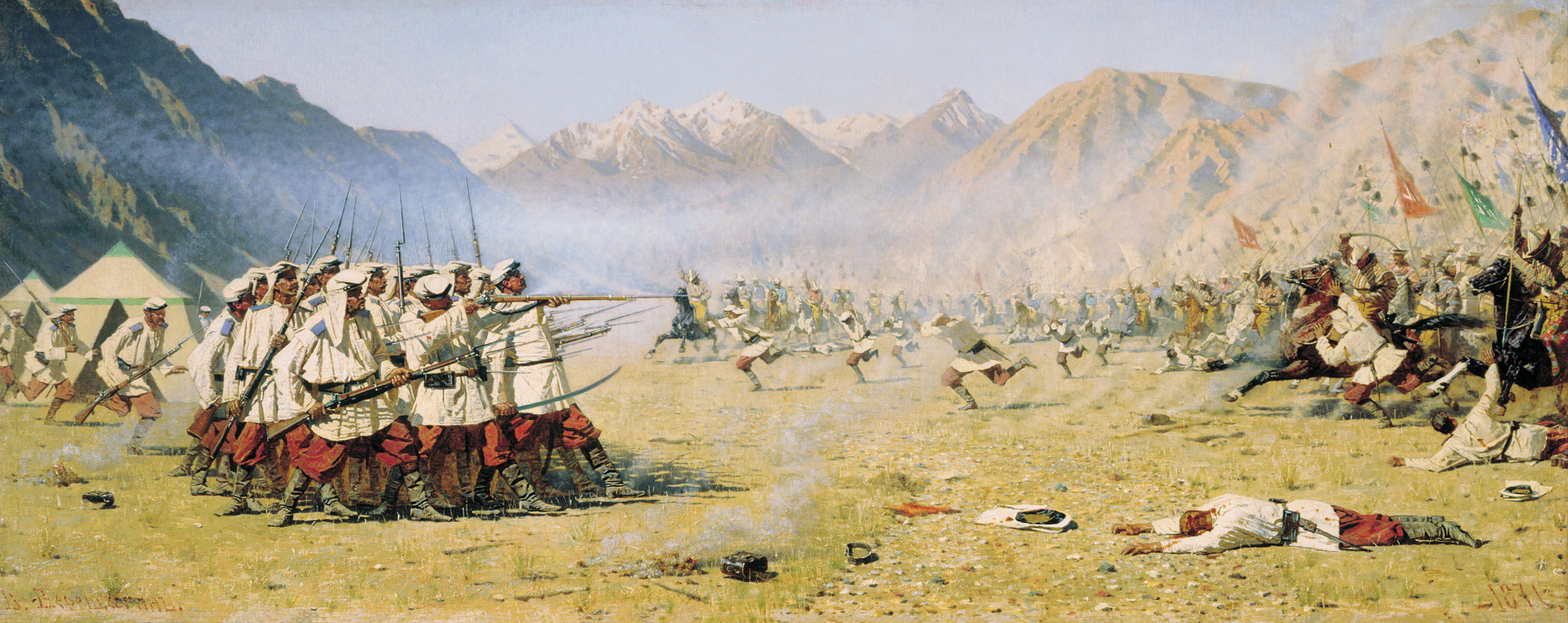
Atac neașteptat, pictură din 1871
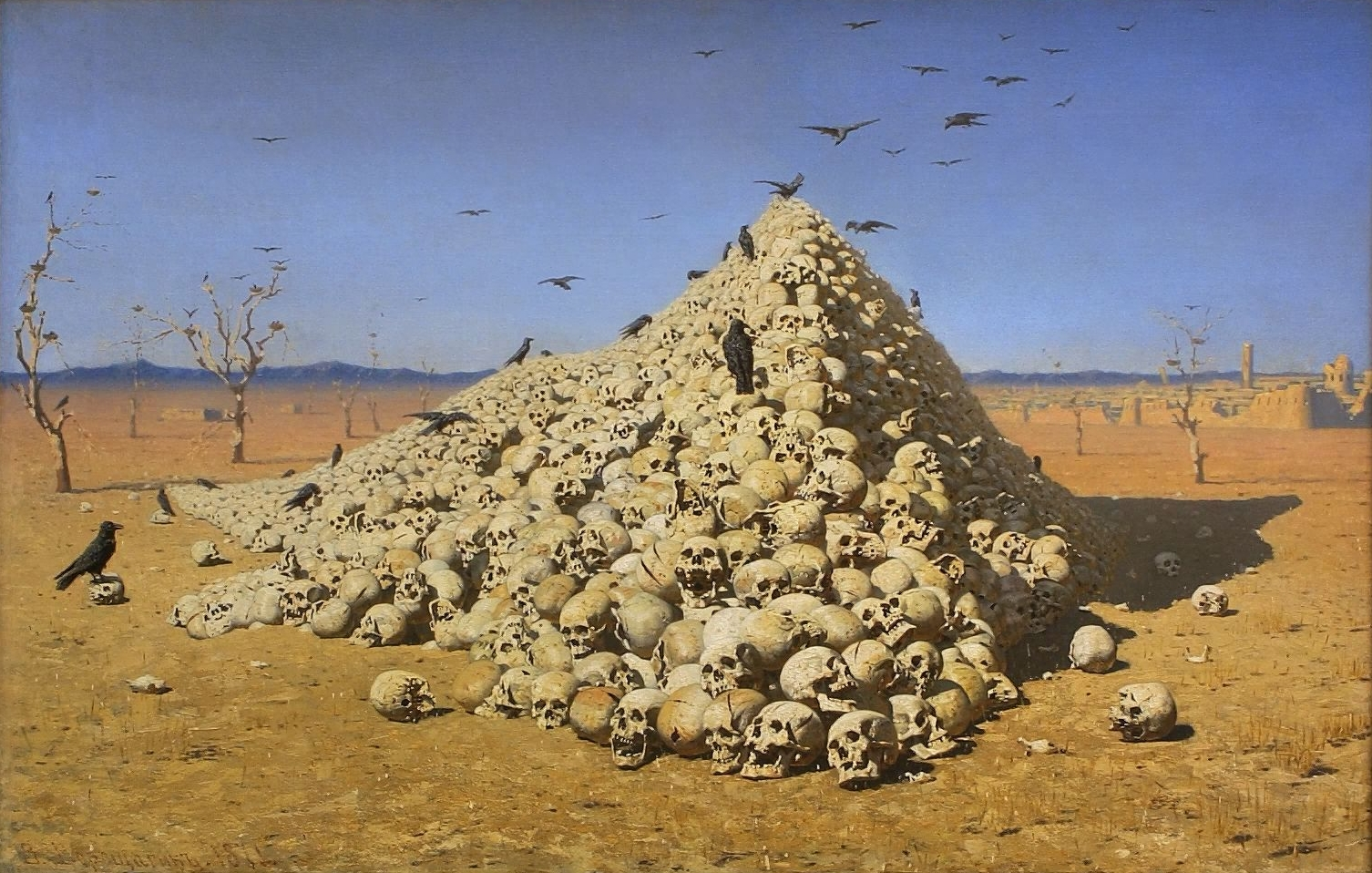
Apoteoza Războiului, pictură din 1871
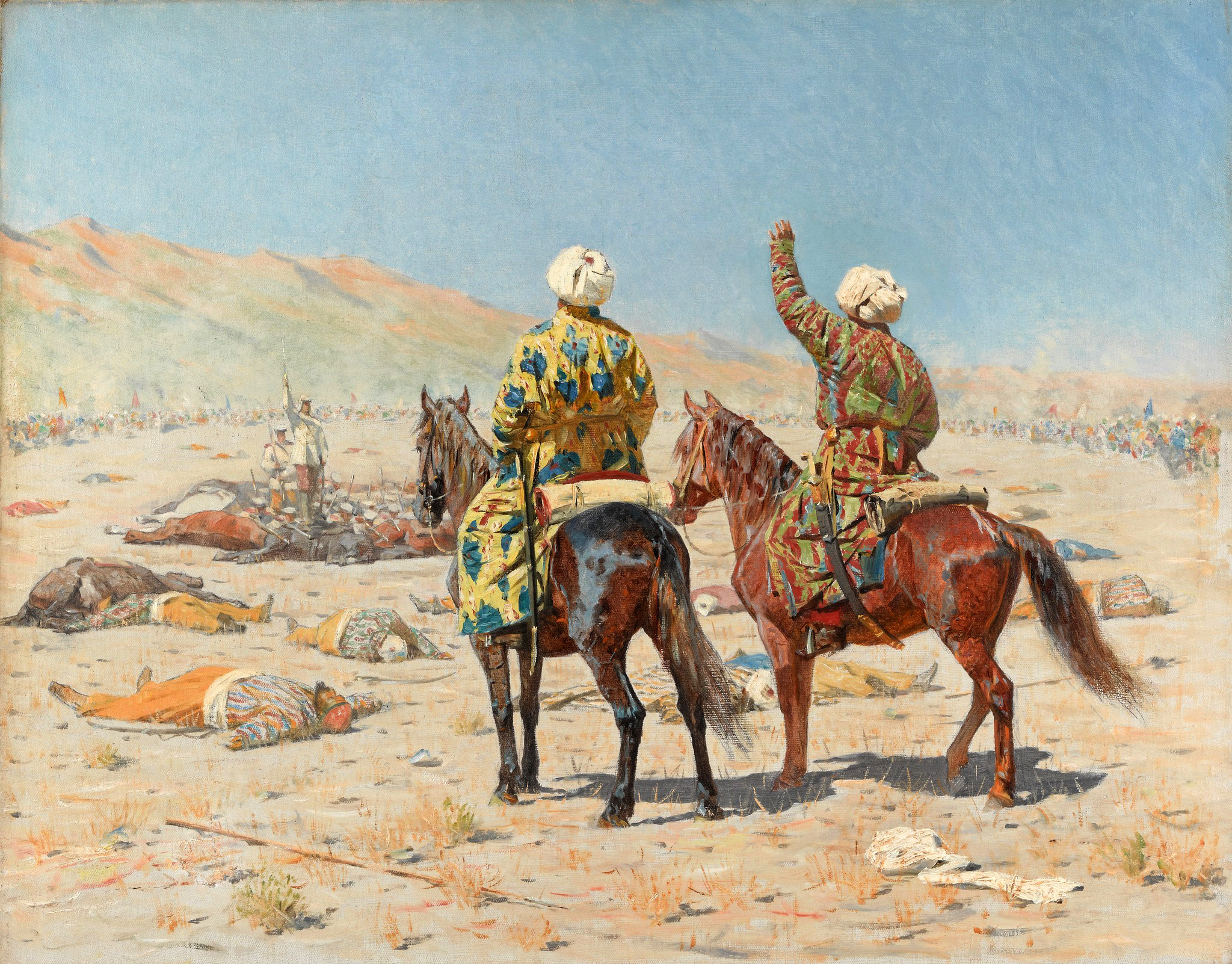
Pauză în timpul luptei, pictură din 1873
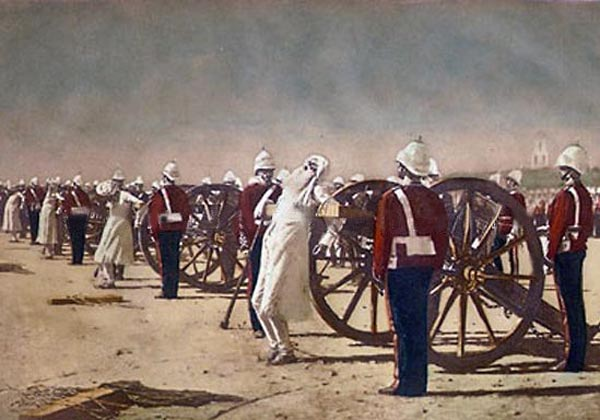
Represiunea insurecției indiene de trupele britanice, pictură din 1887
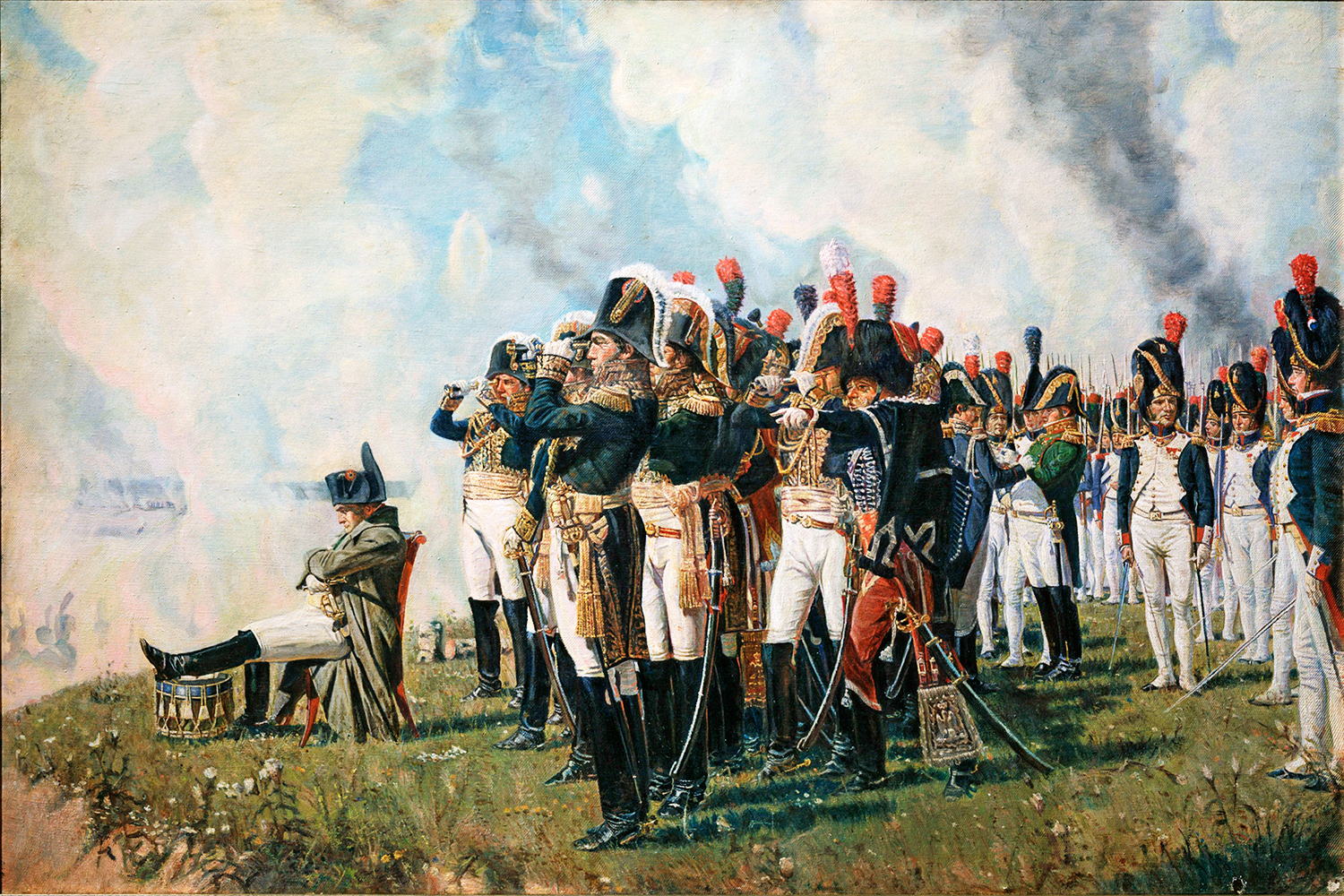
Napoleon la Borodino, pictură din 1897
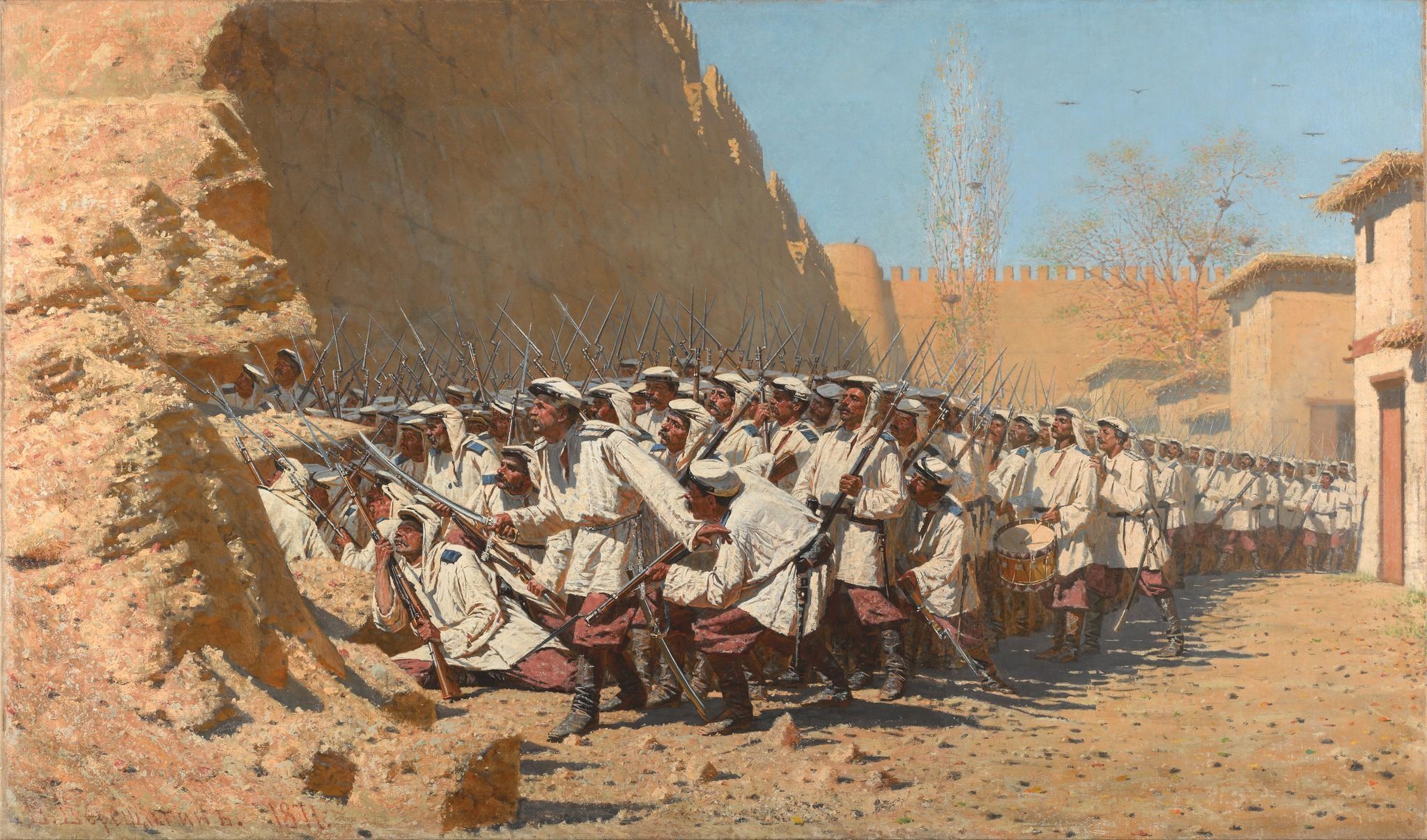
Lăsați-i să intre !, pictură din 1871
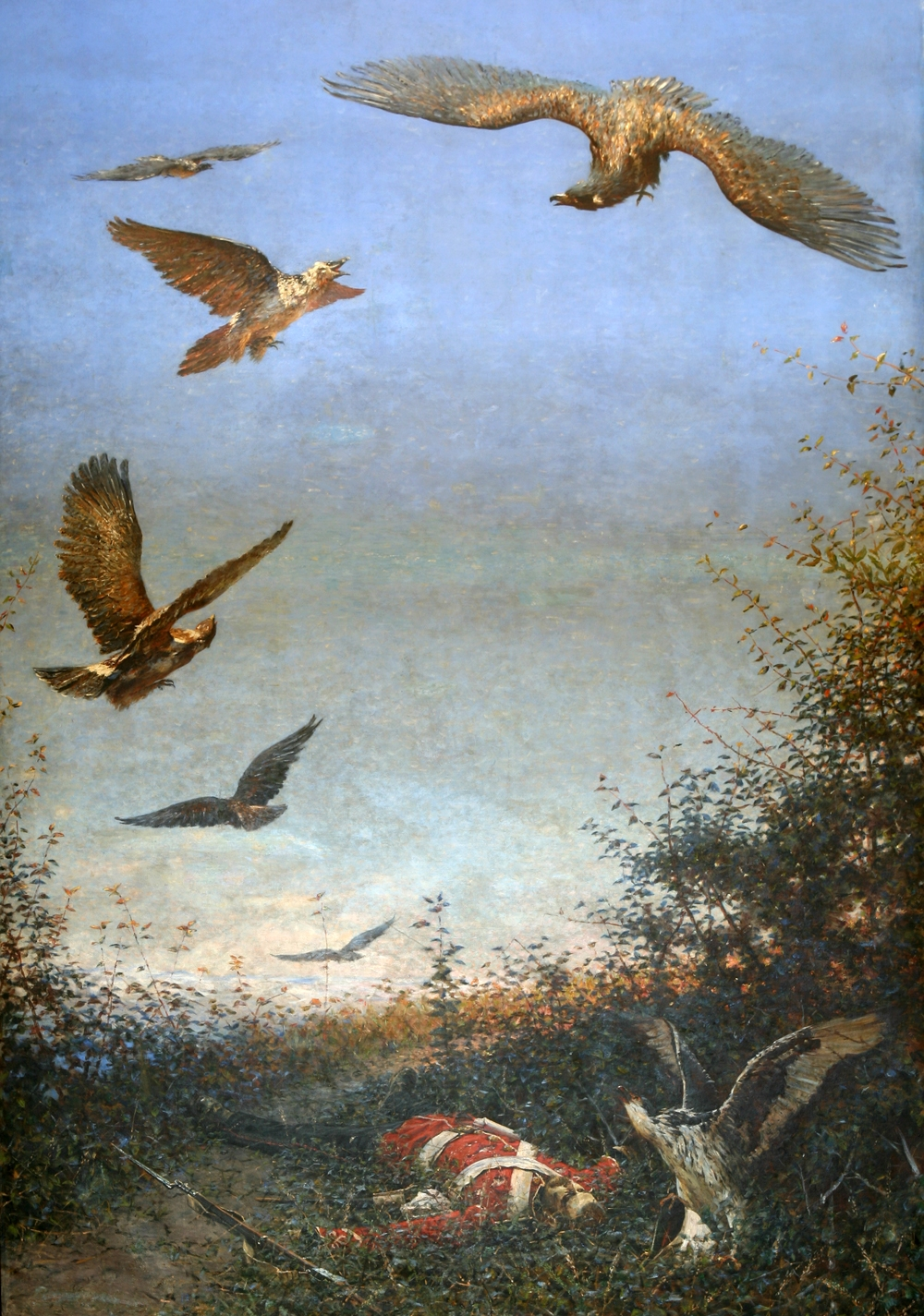
Soldatul Părăsit
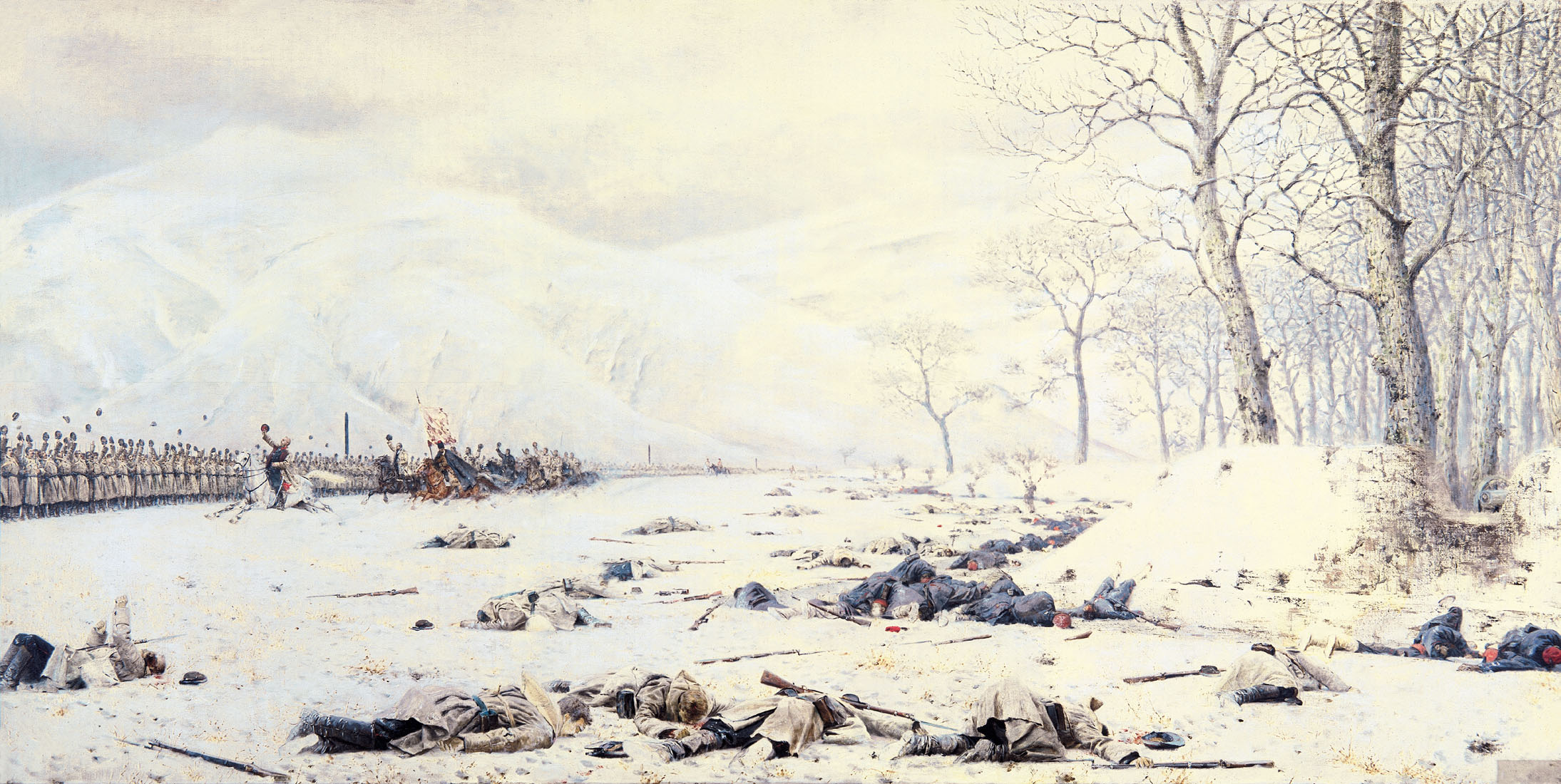
Bătălie lângă Șipka